# Метцлер-Арнольд, Рут
Рут Метцлер-Арнольд (нем. Ruth Metzler-Arnold; род. 23 мая 1964, Зурзе, кантон Люцерн, Швейцария) — швейцарский политик, бывший член Федерального совета Швейцарии и министр юстиции и полиции (1999—2003). Вице-президент Швейцарии в 2003 году.

## Биография
С 1984 по 1989 год, Рут Арнольд изучала право в университете Фрибура и окончила его с дипломом бухгалтера. В 1991 году вышла замуж за Лукаса Метцлера и переехала в кантон Аппенцелль — Иннерроден. С 1990 по 1999 год работала аудитором в компании «PricewaterhouseCoopers». Одновременно была районным (1992-95), затем окружным (1995-96) судьёй. В 1996 году возглавила департамент финансов в правительстве кантона и занимала эту должность до своего избрания в 1999 году в Федеральный совет (правительство) Швейцарии.
- 11 марта 1999 — 31 декабря 2003 — член Федерального совета Швейцарии.
- 1 мая 1999 — 31 декабря 2003 — начальник департамента (министр) юстиции и полиции.
- 1 января — 31 декабря 2003 — вице-президент Швейцарии.

В 2003 году Рут Метцлер-Арнольд не была переизбрана членом Федерального совета (третий случай в истории Швейцарии) и была вынуждена уйти в отставку.
В апреле 2005 года она стала генеральным юрисконсультом и членом исполнительного совета корпорации «Novartis» в Париже. С 1 ноября 2006 года является директором по связям с инвесторами в штаб-квартире «Novartis» в Базеле.